# 파이어파워 (마블 코믹스)
파이어파워(Firepower)는 마블 코믹스가 출판하는 만화책의 두 명의 빌런을 의미한다.

## 다른 매체에서의 파이어파워
- 영화에서는 2013년 공개된 영화 《아이언맨 3》에서 애슐리 해밀턴이 잭 태거트를 연기했다.